# 真駒内滝野霊園

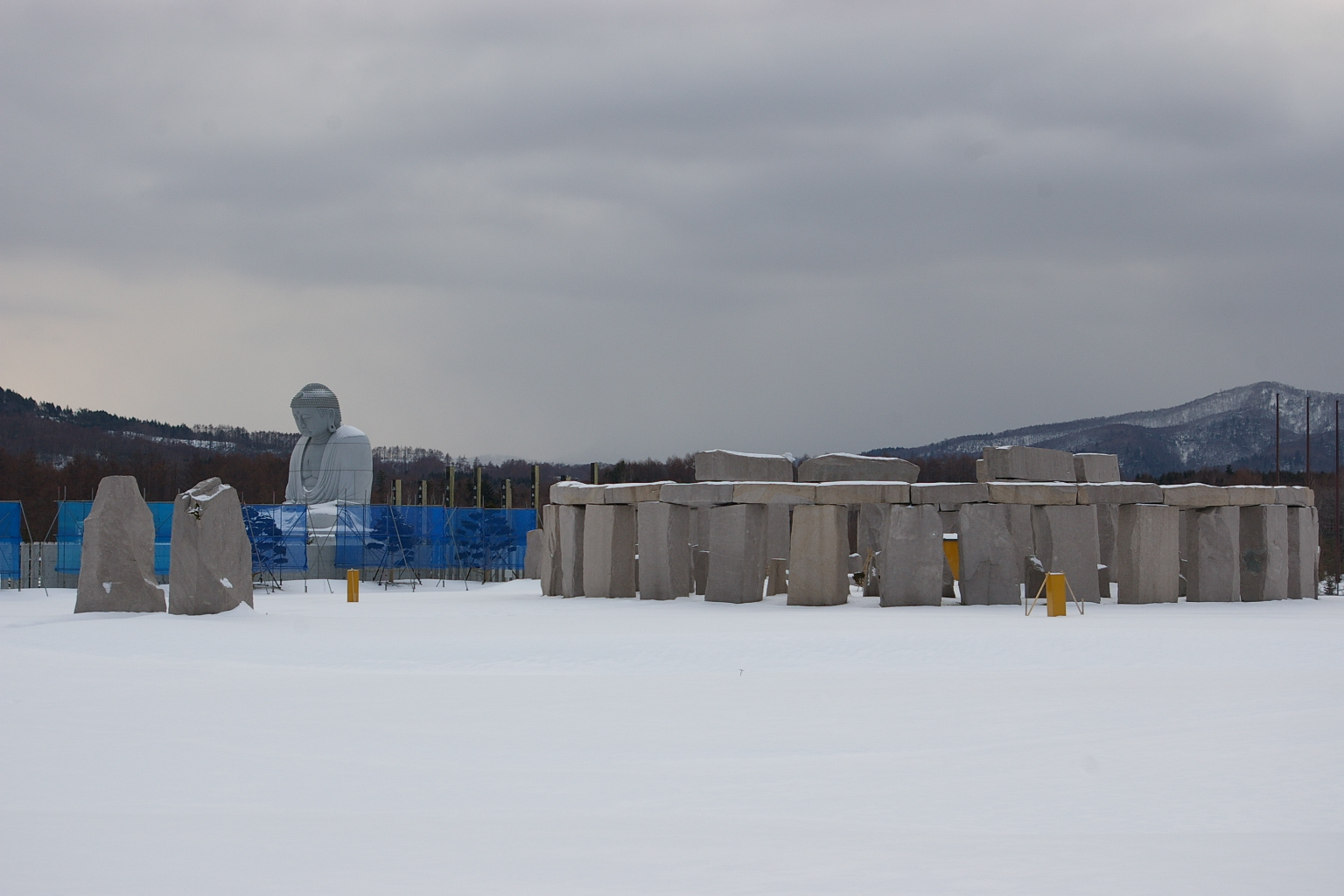
ストーンヘンジ（真駒内滝野霊園）

真駒内滝野霊園（まこまないたきのれいえん）は、北海道札幌市南区滝野2番地に所在する霊園。所管は公益社団法人ふる里公苑。 
札幌市内最大級の広さをもつ霊園でもある。1981年開園。

## 施設
園内にはモアイ像・ストーンサークル・大仏などのモニュメントがある。
- モアイ像 ‐ モアイの『モ』には未来『アイ』には生きるという意味がある。大きいものは高さ9.5m、重さ120tを有する。33体のモアイ像が存在し、周辺の休憩用ベンチの一部もモアイ像を模している。
- 頭大仏 ‐ 原石4,000ｔより選別・加工し57魂より構造され、高さ13.5m、総重量1,500tの石像大仏で、当初は『御霊供養大仏』と呼ばれていた。2016年7月から安藤忠雄が設計した頭大仏殿が公開された[2]。外からは頭しか見えない構造になっている。2016年7月17日から一般公開している。
- 滝野八角堂
- ストーンヘンジ
- 滝之太陽殿 ‐ 礼拝堂、会食会場、喫茶、飲食店、売店がある。
- ふる里霊廟
- 「洋子観音像」と「北方領土を返せ」の碑 ‐ 三体の観音像。石碑には「還れ北方領土」「故人 元衆議院議員外務大臣 安倍晋太郎」「安倍洋子 1995年吉日」などと記され、北方四島の地図のレリーフが彫られている[1][3]。

## 周辺
- 滝野すずらん丘陵公園（マスミの滝・滝野スノーワールド）
- 滝野自然学園
- 札幌市青少年山の家
- 札幌芸術の森美術館
- 白旗山（札幌ふれあいの森）
- 陸上自衛隊北海道大演習場西岡地区
- ツキサップゴルフクラブ
- 札幌南ゴルフクラブ駒岡コース

## アクセス
- 札幌市営地下鉄南北線真駒内駅より無料送迎バス、または北海道中央バス「真108」[4]。
- 札幌市営地下鉄東豊線福住駅（福住バスターミナル）より北海道中央バス「福87 墓参バス」（特定日運行）[4]。